# 시냇가의 크레이그
《시냇가의 크레이그》(영어: Craig of the Creek 크레이그 오브 더 크리크[*])는 카툰 네트워크에서 방영하는 미국의 텔레비전 애니메이션 시리즈이다. 《스티븐 유니버스》의 줄거리 편집자 및 작가와 《레벨 업》의 작가를 맡은 매트 버넷과 벤 레빈이 기획하였다. 2017년 12월 1일 카툰 네트워크 공식 앱을 통해 파일럿 에피소드가 공개되었다. 2018년 2월 19일 온라인을 통해 처음 공개되었고, 2018년 3월 30일에는 텔레비전을 통해 첫 방영되었다.
2018년 11월 8일 첫 시즌이 종영되고, 두 번째 시즌은 2019년에 방영될 예정이다. 대한민국에서는 2020년 11월 25일에 시즌2가 첫방영 될것이다.
《제시카의 빅 리틀 월드》(영어: Jessica's Big Little World)는 이 애니메이션의 파생작이다.

## 개요
《시냇가의 크레이그》는 메릴랜드주에 위치한 가상의 도시 허클스턴의 교외에 사는 소년 크레이그와 그의 친구 켈시와 제이피의 이야기를 다루고 있다. 아이들의 천국이자 때묻지 않은 자연이 살아있는 시냇가에서 아이들은 나무 요새에서 자신들만의 공동체를 만들며 놀게 된다.

## 등장인물
- 크레이그(Craig Williams)

성우: 필립 솔로몬/정선혜
두 친구와 시냇가에서 놀기를 좋아하는 열 살 소년으로, 타고난 지도자 기질로 언제나 다른 친구들을 도우려 한다. 수학에 뛰어나며 시냇가의 지도를 손수 그리기도 한다.
- 켈시(Kelsey Bern)

성우: 조지 키들러(파일럿~3회), 노엘 웰스(4회~)/김율
갈색 머리의 여덟 살 소녀로, 늘 망토를 두르고 있으며 반려 동물로 사랑앵무 모티머(Mortimer)를 기르고 있다. 모험적이며 항상 활발하게 행동한다. 직장 일 때문에 바쁜 아빠와 단둘이 산다.
- 제이피(John Paul "J.P." Mercer)

성우: H. 미셸 크로너/김정훈
남부 억양을 가진 열세 살 소년으로, 키카 크며 몸집에 맞지 않는 큰 하키 저지를 입고 있다. 똑똑하지는 않지만 상상력이 뛰어나며 주변 인물들에게 친절하게 대하는 착한 심성을 갖고 있다.
- 제시카(Jessica Williams)

성우: 다마 브라운(파일럿), 루시아 커닝햄(시리즈)/김가령
크레이그의 여동생으로, 다섯 살의 나이에도 매우 똑똑하며 주식 시장에도 관심이 많다. 《제시카의 빅 리틀 월드》의 주인공이다.
- 버나드(Bernard Williams)

성우: 필 러마/정주원
크레이그의 형으로 똑똑하지만 차가운 성격으로 크레이그가 시냇가에서 모험하는 것을 무시한다. 좋은 성적을 받아 아이비 리그(미국의 명문 대학군)에 들어가는 것을 바란다.
- 듀웨인(Duane Williams)

성우: 테리 크루스/이현
개인 트레이너로 일하는 크레이그의 아빠. 이해심이 깊다.
- 니콜(Nicole Williams)

성우: 킴벌리 에이버트 그레고리/임은정
크레이그의 엄마로, 학교 상담사로 일한다.
- 키트(Kit)

성우: 데이나 데이비스/윤은서
시냇가에서 물물 교환소를 운영하는 여자아이로, 기업가 기질이 있다.

## 에피소드

### 파일럿 (2017)
| 제목                 | 감독                                         | 각본 및 스토리보드 | 본 공개 날짜                | 제작 번호 |
| -------------------- | -------------------------------------------- | ------------------ | --------------------------- | --------- |
| "Craig of the Creek" | 닉 크로스(예술), 로버트 앨버레즈(애니메이션) | 매트 버넷, 벤 레빈 | 2017년 12월 1일 (모바일 앱) | 추후 공개 |

### 시즌 1 (2018)
| 전체 번호 | 시즌 번호 | 제목 한국어판 제목                                | 각본 및 스토리보드                  | 스토리                                                                                              | 본 방송 날짜    | 대한민국 방송 날짜 | 제작 번호 | 미국 시청자 수 (100만) |
| --------- | --------- | ------------------------------------------------- | ----------------------------------- | --------------------------------------------------------------------------------------------------- | --------------- | ------------------ | --------- | ---------------------- |
| 1         | 1         | "Itch to Explore" "간지러운 탐험"                 | 매들린 퀘리펠                       | 매트 버넷, 벤 레빈                                                                                  | 2018년 3월 30일 | 2018년 12월 1일    | 1059-002  | 0.83                   |
| 2         | 2         | "You're It" "술래는 너"                           | 매트 버넷, 벤 레빈                  | 매트 버넷, 벤 레빈                                                                                  | 2018년 3월 30일 | 2018년 12월 1일    | 1059-001  | 0.83                   |
| 3         | 3         | "Jessica Goes to the Creek" "시냇가의 제시카"     | 티파니 포드, 미셸 신                | 매트 버넷, 벤 레빈, Stu Livingston                                                                  | 2018년 3월 31일 | 2018년 12월 2일    | 1059-003  | 0.67                   |
| 4         | 4         | "The Final Book" "완결편"                         | Carmen Liang, Charmaine Verhagen    | 매트 버넷, 벤 레빈                                                                                  | 2018년 3월 31일 | 2018년 12월 8일    | 1059-005  | 0.79                   |
| 5         | 5         | "Too Many Treasures" "보물이 너무 많아"           | Katie Aldworth, 제이슨 드와이어     | 매트 버넷, 벤 레빈, Jeff Trammell                                                                   | 2018년 3월 31일 | 2018년 12월 2일    | 1059-004  | 0.85                   |
| 6         | 6         | "Wildernessa" "야생 소녀"                         | Dashawn Mahone, Najja Porter        | Demi Adejuyigbe, 매트 버넷, 벤 레빈, Shauna McGarry, Jeff Trammell                                  | 2018년 4월 2일  | 2018년 12월 8일    | 1059-006  | 0.90                   |
| 7         | 7         | "Sunday Clothes" "일요일 양복"                    | 디나 벡, Angel Lorenzana            | 매트 버넷, 벤 레빈, Stu Livingston, Shauna McGarry, Jeff Trammell                                   | 2018년 4월 6일  | 2018년 12월 9일    | 1059-007  | 0.68                   |
| 8         | 8         | "Escape from Family Dinner" "우리 집 탈출 작전!!" | 티파니 포드, 마이클 예이츠          | 매트 버넷, 벤 레빈, Stu Livingston, Shauna McGarry, Jeff Trammell                                   | 2018년 4월 9일  | 2018년 12월 9일    | 1059-008  | 0.67                   |
| 9         | 9         | "Monster in the Garden" "마당의 괴물"             | Lamar Abrams,제프 류                | 매트 버넷, 벤 레빈, Stu Livingston, Shauna McGarry, Jeff Trammell                                   | 2018년 4월 13일 | 2018년 12월 15일   | 1059-009  | 0.74                   |
| 10        | 10        | "The Curse" "저주"                                | Charmaine Verhagen, Amber Cragg     | 매트 버넷, 벤 레빈, 케이트 레스                                                                     | 2018년 4월 16일 | 2018년 12월 15일   | 1059-010  | 0.57                   |
| 11        | 11        | "Dog Decider" "결정 장애"                         | 디나 벡, Angel Lorenzana            | 매트 버넷, 벤 레빈, Shauna McGarry, Jeff Trammell                                                   | 2018년 4월 20일 | 2018년 12월 16일   | 1059-012  | 0.65                   |
| 12        | 12        | "Bring Out Your Beast" "결정 장애"                | 제이슨 드와이어, 티파니 포드        | 매트 버넷, 벤 레빈                                                                                  | 2018년 4월 23일 | 2018년 12월 16일   | 1059-013  | 0.50                   |
| 13        | 13        | "Lost in the Sewers" "하수구 탐험"                | Jon Feria, Mark Galez               | 매트 버넷, 벤 레빈, Stu Livingston, Dashawn Mahone, Shauna McGarry, Najja Porter, Jeff Trammell     | 2018년 4월 27일 | 2018년 12월 22일   | 1059-014  | 0.67                   |
| 14        | 14        | "The Future is Cardboard" "골판지 세상"           | Dashawn Mahone, Najja Porter        | 매트 버넷, 벤 레빈, Stu Livingston, Dashawn Mahone, Shauna McGarry, Najja Porter, Jeff Trammell     | 2018년 4월 30일 | 2018년 12월 23일   | 1059-011  | 0.49                   |
| 15        | 15        | "The Brood" "매미"                                | Kris Mukai, Charmaine Verhagen      | 매트 버넷, 벤 레빈, Stu Livingston, Shauna McGarry, Jeff Trammell                                   | 2018년 5월 7일  | 2018년 12월 29일   | 1059-015  | 0.57                   |
| 16        | 16        | "Under the Overpass" "굴다리 밑 세상"             | Dashawn Mahone, Najja Porter        | 매트 버넷, 벤 레빈, Stu Livingston, Dashawn Mahone, Shauna McGarry, Najja Porter, Jeff Trammell     | 2018년 7월 9일  | 2019년 1월 12일    | 1059-016  | 0.43                   |
| 17        | 17        | "The Invitation" "초대"                           | 디나 벡, Angel Lorenzana            | 매트 버넷, 벤 레빈, 케이트 레스, Stu Livingston, Shauna McGarry, Jeff Trammell                      | 2018년 7월 9일  | 2018년 12월 30일   | 1059-017  | 0.49                   |
| 18        | 18        | "Vulture's Nest" "독수리 둥지"                    | 티파니 포드, 제이슨 드와이어        | 매트 버넷, 벤 레빈, 티파니 포드, Stu Livingston, Shauna McGarry, Jeff Trammell                      | 2018년 7월 9일  | 2019년 1월 5일     | 1059-018  | 0.61                   |
| 19        | 19        | "Kelsey Quest"                                    | Katie Aldworth, 니키 양             | 매트 버넷, 벤 레빈, Shauna McGarry, Jeff Trammell                                                   | 2018년 7월 9일  | 2019년 1월 13일    | 추후 공개 | 0.70                   |
| 20        | 20        | "JPony" "제이피 말~"                              | Angel Lorenzana, Charmaine Verhagen | 매트 버넷, 벤 레빈, 제이슨 드와이어, 티파니 포드, Shauna McGarry, Jeff Trammell, Charmaine Verhagen | 2018년 7월 9일  | 2019년 1월 6일     | 추후 공개 | 0.65                   |
| 21        | 21        | "Ace of Squares" "공치기의 왕자님"                | Dashawn Mahone, Najja Porter        | 매트 버넷, 벤 레빈, Dashawn Mahone, Shauna McGarry, Najja Porter, Jeff Trammell, Zachary Scheer     | 2018년 8월 27일 | 2019년 1월 19일    | 추후 공개 | 0.56                   |
| 22        | 22        | "Doorway to Helen" "헬렌에게 가는 문"             | 디나 벡, Angel Lorenzana            | 매트 버넷, 벤 레빈, Dashawn Mahone, Shauna McGarry, Najja Porter, Zachary Scheer, Jeff Trammell     | 2018년 8월 28일 | 2019년 1월 26일    | 1059-023  | 0.48                   |
| 23        | 23        | "The Last Kid in the Creek" "사라진 아이들"       | 제이슨 드와이어, 티파니 포드        | 매트 버넷, 벤 레빈, Shauna McGarry, Jeff Trammell                                                   | 2018년 8월 29일 | 2019년 1월 20일    | 추후 공개 | 0.53                   |
| 24        | 24        | "The Climb" "나무타기"                            | Katie Aldworth, Malcolm Pryor       | 매트 버넷, 벤 레빈, Shauna McGarry, Jeff Trammell                                                   | 2018년 8월 30일 | 2019년 1월 27일    | 추후 공개 | 0.46                   |
| 25        | 25        | "Big Pinchy" "집게발을 찾아라"                    | Charmaine Verhagen, 니키 양         | 매트 버넷, 벤 레빈, Shauna McGarry, Jeff Trammell, 니키 양                                          | 2018년 8월 31일 | 2019년 2월 2일     | 추후 공개 | 0.45                   |
| 26        | 26        | "The Kid from 3030" "미래에서 온 아이"            | Dashawn Mahone, Najja Porter        | 매트 버넷, 벤 레빈, Shauna McGarry, Jeff Trammell, Stu Livingston                                   | 2018년 10월 1일 | 2019년 2월 3일     | 추후 공개 | 0.44                   |
| 27        | 27        | "Power Punchers"                                  | 제이슨 드와이어, 티파니 포드        | 매트 버넷, 벤 레빈, Shauna McGarry, Jeff Trammell, Lamar Abrams                                     | 2018년 10월 2일 | 추후 공개          | 추후 공개 | 0.52                   |
| 28        | 28        | "Creek Cart Racers"                               | 디나 벡, Angel Lorenzana            | 매트 버넷, 벤 레빈, Shauna McGarry, Jeff Trammell                                                   | 2018년 10월 3일 | 추후 공개          | 추후 공개 | 0.49                   |
| 29        | 29        | "Secret Book Club"                                | Katie Aldworth, Aleth Romanillos    | 매트 버넷, 벤 레빈, Shauna McGarry, Jeff Trammell, Katie Aldworth                                   | 2018년 10월 4일 | 추후 공개          | 추후 공개 | 0.50                   |
| 30        | 30        | "Jextra Perrestrial"                              | Charmaine Verhagen, 니키 양         | 매트 버넷, 벤 레빈, Shauna McGarry, Jeff Trammell, Lamar Abrams                                     | 2018년 11월 5일 | 추후 공개          | 추후 공개 | 0.49                   |
| 31        | 31        | "The Takeout Mission"                             | Dashawn Mahone, Najja Porter        | 매트 버넷, 벤 레빈, Shauna McGarry, Jeff Trammell                                                   | 2018년 11월 6일 | 추후 공개          | 추후 공개 | 0.51                   |
| 32        | 32        | "Dinner at the Creek"                             | 디나 벡, Angel Lorenzana            | 매트 버넷, 벤 레빈, Shauna McGarry, Jeff Trammell                                                   | 2018년 11월 7일 | 추후 공개          | 추후 공개 | 0.53                   |
| 33        | 33        | "Jessica's Trail"                                 | 제이슨 드와이어, 티파니 포드        | 매트 버넷, 벤 레빈, Shauna McGarry, Jeff Trammell                                                   | 2018년 11월 8일 | 추후 공개          | 추후 공개 | 0.63                   |
| 34        | 34        | "Bug City"                                        | Katie Aldworth and Drew Green       | 매트 버넷, 벤 레빈, Shauna McGarry, Jeff Trammell, 디나 벡, Shakira Pressley                        | 2019년          | 추후 공개          | 추후 공개 | 추후 공개              |

## 수상 내역
| 연도 | 상               | 부문              | 후보                  | 결과 |
| ---- | ---------------- | ----------------- | --------------------- | ---- |
| 2018 | 코먼 센스 미디어 | Common Sense Seal | 《시냇가의 크레이그》 | 수상 |